# کاروانسرای گودرزی
کاروانسرای گودرزی مربوط به دوره قاجار است و در شهرستان یزد، بخش زارج، شهر زارج، محله اله آباد واقع شده و این اثر در تاریخ ۲۶ اسفند ۱۳۸۶ با شمارهٔ ثبت ۲۲۱۰۹ به‌عنوان یکی از آثار ملی ایران به ثبت رسیده است.